# Симада, Мототаро
Петр Николаевич Сима́да (1870—1945. японское имя : 島田元太郎, корейское имя : 시마다 모토타로. Полное имя на английском языке: Simada Mototaro) — японский предприниматель, владелец торговой фирмы «Торговый дом Симада П. Н.» в городе Николаевске-на-Амуре. Занимался выпуском денежных суррогатов с 1919 г. Участвовал в восстановлении города после Николаевского инцидента.

## Биография

### Детство
Мототаро Симада родился 5 августа 1870 года в г. Нагасаки в Японии в небогатой многодетной семье. С 13 лет стал сам зарабатывать деньги, работая помощником приказчика в магазине писчебумажных изделий, бросив учебу, однако продолжил заниматься самообразованием в течение всей жизни.

### Выезд из Японии на Дальний Восток и принятие православного вероисповедания
Услышав о больших возможностях на российском Дальнем Востоке он, после получения необходимых документов, выезжает из Японии в город Владивосток в 1880 г., когда ему исполнилось пятнадцать лет. С этим городом он связывал большие надежды, однако из-за обостренной конкуренции среди местных и приезжих бизнесменов, 21 июля 1886 года он переезжает в город Николаевск-на-Амуре. Здесь он принимает православное вероисповедание и получает православные имя и отчество — Петр Николаевич.

### Карьера в Николаевске-на-Амуре в дореволюционные годы
Первоначальной задачей, которую поставил перед собой молодой предприниматель, стало изучение русского языка. В этом он достиг значительных успехов. Попутно Симада знакомится с говорами и диалектами местных аборигенов — нивхов, ульчей, эвенков. В Николаевске новоиспечённому коммерсанту надо было начинать по сути на пустом месте. Первоначально он занимался скупкой, засолкой и продажей рыбы в Японию, мелким кредитованием, комиссионной перепродажей и т. д.
В 1896 году предприниматель основывает «Торговый дом Симада П. Н.». Православное вероисповедание, русское имя и отчество, хорошее знание русского языка, добросовестность и надёжность в делах, отличная осведомлённость в местной рыночной обстановке — всё это способствовало дальнейшему расцвету «Торгового дома Симада». Значительный доход Симадовской фирме (так же и другим японским предпринимателям) давало кредитование местных русских рыбопромышленников под будущий улов. Причем процентные ставки у Симады и других японских предпринимателей были ниже, чем у остальных и не ограничивались деньгами. Например, существовавшие в то время в городе русские кредитные учреждения (Русско-Китайский банк, Общество взаимного кредита и др.) устанавливали процентную ставку возврата выданных ссуд в 20-22 %, в то время как японские предприниматели(в том числе и Симада) кредитовали русских рыбопромышленников не только наличными деньгами, но и промысловыми товарами (мукой, керосином, солью, сетями и т. д.). При денежном кредитовании японцы довольствовались только 10 %, получая остальную прибыль за счет выгодных условий приёмки пососёвых, пойманных русскими рыбопромышленниками во время путины. Симада со временем стал вкладчиком и членом почти всех существующих в городе кредитных учреждений, которых перед революцией уже насчитывалось семь- отделение Государственного казначейства, Общество взаимного кредита и четыре отделения различных банков (Государственного, Сибирского торгового, Русско-Азиатского, Московского). Так, когда в городе открылось «Общество взаимного кредита». Симада одним из первых стал членом «Общества» и получил на льготных условиях кредит в 10000 рублей. Эти деньги он в свою очередь ссудил под будущий улов десятерым мелким российским рыбопромышленникам.
К 1913 г. «Торговый дом Симада П. Н.» входил в первую десятку торговых фирм Нижнего Амура. В 1914 г. Симада имел в Николаевске два магазина в центре города (один — одноэтажный, второй — двухэтажный), где можно было приобрести готовое платье, бакалейные, табачные изделия, хозяйственные принадлежности, мануфакгуру и Т.д. Многое П. Н. Симада связывал с развитием рыбной промышленности на Нижнем Амуре. И действительно, дело оказалось прибыльным. Симада не только скупал рыбу у местных рыбопромышленников и производил засолку, но и сам организовывал лов пососёвых, беря в аренду городские рыбные промыслы (например, в 1913—1914 т. он арендовал у города промысел № 6). Заготовленную рыбу Симада в основном сбывал в Японию. В начале нынешнего столетия Симада — уже занимает одно из ведущих мест в рыбной промышленности Нижнего Амура, являясь негласным лидером японских рыбопромышленников Николаевской диаспоры. Известный специалист по рыбному хозяйству Дальнего Востока В. К. Бражников писал в 1904 г.: «Все промышляющие в Николаевске японцы образуют тесно сплочённое и прекрасно организованное общество — род негласного синдиката, руководителем которого стал умный и энергичный П. Н. Симада». Помимо этого Симада становится представителем нескольких агентств заграничных пароходств и владельцем солидной торгово-комиссионной конторы в городе.
В 1912-14 т. по примеру «Т.Д Кунст и Альберс» Симада налаживает выпуск в Японии открыток с видами Амура и города Николаевска. Именно на этих открытках увековечены оба Симадовских магазина, японское консульство, японские рыбацкие шхуны на Амуре и т. д.
Наибольшего расцвета «Торговый дом Симада П. Н.» достиг в 1913—1916 годах. Помимо прибыли от торговли, от сбыта лососёвых в Японию, от комиссионной и агентской практики значительный доход Симадовская фирма получает от своего механического завода. Построенный в 1911—1912 гт., завод имел довольно скромные размеры. Зато располагал оснащением по последнему слову техники того времени: 18-сильный локомобиль, токарныв, строгальные, сверлильные, полировальные м другие станки, пресс-ножницы, 4 пресса, литейный цех, кузница и т. д. Завод выполнял всевозможные работы по обработке металлов, вплоть до изготовления катеров и всякого рода машин, отливке всевозможных деталей, чугунных болванок и т. д. Число наёмных рабочих на заводе колебалось от 12 человек летом до 18 человек зимой. Механический завод «Торгового дома П. Н. Симада» был в те годы в Николаевске образцом современного промышленного предприятия. Как отмечали современники, рассчитывать на собственные доходы П. Н. Симаде было бы довольно трудно, если бы не широкая негласная поддержка японских кредитных учреждений. А эта поддержка была обеспечена его тесными связями с японским военно-морским ведомством и генеральным штабом.

### Личная жизнь
В Николаевске-на-Амуре у Симады родились два сына, которым он наряду с японскими именами даёт и русские: первому сыну (1902 год рождения) — Терихиша — Николай, второму (1903 года рождения) — Ватару — Василий.

### Симада в первые годы после революции 1917 года
Установление Советской власти на дальнем Востоке и Нижнем Амуре Симада встретил весьма негативно. Как знаток России и русского народа он консультировал представителей военной верхушки Японии того времени. Именно Симада был одним из тех советчиков, которые рекомендовали генералу Танака направить японские оккупационные войска в Сибирь и на Дальний Восток. В сентябре 1918 г. начинается томская[какая?] интервенция на Нижнем Амуре. Опираясь на поддержку местных оккупационных властей Симада значительно расширяет свое рыбное предприятие. Увеличиваются и прибыли Симадовских магазинов, ведь некоторые русские купцы в 1917-18 гт. разорились и были вынуждены закрыть свои магазины, а универмаг главного конкурента — германской фирмы торговый дом «Кунст и Альберс» был прикрыт еще раньше. В середине 1918 года на Нижнем Амуре стал ощущаться недостаток разменных денежных знаков. Неудивительно, что в 1918-19 гг. в Николаевске и прилегающих к нему районах появляется большое количество местных денежных выпусков: Государственного банка, Общества взаимного кредита, Союза Усть-Амурских кооператоров, отдельных торговых фирм и т. д. Среди них особенно интересен для историков выпуск денежных заменителей «Т.Д. П. Н. Симада» (в специальной литературе они именуются «временными квитанциями» или просто талонами) продовольственными и промышленными товарами. Изготовление этих денежных суррогатов относится к весне 1919 г. после второго и третьего выпусков этих денежных суррогатов с изображением собственной персоны самого главы «Торгового дома», за Симадой закрепляется ироническое прозвище «Пётр Первый Амурский». Рассказывают, что и сам Пётр Николаевич любил при случае напомнить, что именно он и есть «Пётр Первый Амурский».

### После «Николаевского инцидента»
В конце мая 1919 г. первым морским пароходом Симада выезжает на родину по вызову военно-морского ведомства. Период обострения интервенции и гражданской войны иа Нижнем Амуре он провёл в Японии. Это сохранило ему жизнь, так как в марте 1920 г., произошел так называемый Николаевский инцидент в июне того же года почти весь город был полностью сожжён и взорван. От 2107 зданий в городе осталось 35 построек (в основном на окраинах), 13 базарных корпусов, в зданий в Китайской слободке, 4 пристани и т. д.
4 июня 1920 г. с первым отрядом японских военных кораблей, отправленных к Сахалину и на Нижний Амур, Симада возвращается в Николаевск. Всё имущество и недвижимость «Т. Д. Симада П. Н.» в Николаевске погибло — жилые помещения, магазины, склады были сожжены, а его механический завод был взорван. Симада был полностью разорён. Вскоре он берётся за воссоздание своего «Торгового дома». И в скором времени он вновь возрождает своё предприятие, опираясь на помощь военного министерства, местных оккупационных властей и японских кредитных учреждений. Причина такой поддержки, как отмечали современники, была следующая: для проведения японскими оккупационными войсками своей политики на Нижнем Амуре, направленной на укрепление японского влияния на всём российском Дальнем Востоке, Симада считался незаменимым человеком — хорошо знал русский язык, местных деятелей, политическую, экономическую и рыночную обстановку. Симада, в свою очередь, старался поддерживать этот статус.

### Последние годы
В конце концов Симада переехал в Пхеньян, где жил его второй сын. Там он и умер сразу после поражения Японии во Второй мировой войне.

## Денежные суррогаты
Всего было произведено 3 выпуска денежных суррогатов:
1-й выпуск — с изображением флага и номиналом 50 коп. и 1 рубль.
2-й выпуск — уже был с портретом самого Симада, номиналом 50 коп., 1 руб., 3 руб., 5 руб., 10 руб., на обороте находилась круглая печать и подписи.
Для коллекционеров-бонистов денежные суррогаты Симады — большая редкость. Уникальность этих своеобразных денежных знаков заключается в следующем: Во-первых, они по-настоящему были обеспечены товаром, поэтому все Симадовские выпуски находились в обороте. Все дошедшие экземпляры этих выпусков, в отличие от «керенок», «тряпицынок», «сибирок» и других ‚ имеют весьма потёртый вид, потому, что в своё время они постоянно находились в обращении. Во-вторых — в их опечатках. Так как эти своеобразные денежные знаки печатались в Токио в переплётной мастерской, во втором выпуске были допущены грамматические ошибки. В слове «Николаевича» вместо «Н» была напечатана литера «П» и получилось «Пиколаевича», в слове «кассир» вместо «и». была напечатана «И». Этот второй выпуск среди коллекционеров-бонистов называется — «Пиколаевичи». Своим выпуском оригинальных денежных знаков П. Н. Симада вошёл в историю российской и дальневосточной бонистики.